# Francisco de Durañona y Vedia
Francisco Durañona y Vedia (Buenos Aires, 17 de septiembre de 1944 -  2 de septiembre de 1995) fue un político y abogado argentino, perteneciente a la Unión del Centro Democrático (Ucedé), que se desempeñó como diputado Nacional por la Provincia de Buenos Aires, entre 1987 y 1995. En 1992 fue designado como Interventor Federal de la Provincia de Corrientes por el presidente Carlos Menem, desempeñándose como tal entre el 27 de febrero y 14 de agosto de aquel año.

## Biografía
Si bien nació en la Ciudad de Buenos Aires, pasó toda su infancia en la localidad bonaerense de Dolores; ya desde chico se interesó por la historia y la política, incluso concurriendo a sesiones legislativas. Terminó sus estudios secundarios en el Colegio Champagnat, y se graduó como abogado en la Universidad de Buenos Aires (UBA). Se especializó en Derecho minero, Recursos naturales, Derecho agrario y Derecho constitucional, dictando aquellas materias en la Universidad de Buenos Aires, la Universidad del Salvador, la Universidad del Museo Social Argentino, Universidad de Belgrano y Universidad Nacional de La Pampa. Se casó con la abogada, que alcanzaría a ser jueza en la década de 1990, María Capoluppo.

## Carrera política
Fue Secretario Legislativo del Ministerio de Justicia de la Nación y Asesor General de Gobierno de la Provincia de Buenos Aires. En 1983, el gobernador de facto de Buenos Aires, Jorge Aguado, lo designa como Ministro de Gobierno.
En 1987 es electo Diputado nacional y reelecto nuevamente en 1991, por la Ucedé, aunque aliándose al bloque justicialista.
En 1992, a pedido del presidente Carlos Menem, pide licencia para asumir como Interventor Federal de Corrientes tras una crisis institucional tras las elecciones de 1991, en las que no se pudo imponer un candidato por parte del colegio electoral de aquella provincia.
En 1993 presenta el proyecto de declaración de la necesidad de la reforma constitucional, que sería aprobado tras numerosas reformas, dando el puntapié inicial para la reforma constitucional de 1994.